# Dickies Arena
Dickies Arena – wielofunkcyjna amerykańska arena o pojemności 14 000 miejsc, zlokalizowana w Will Rogers Memorial Center w Fort Worth. Obiekt odbył uroczyste przecięcie wstęgi 26 października 2019 roku. Pierwszym wydarzeniem, które odbyło się w arenie, był koncert zespołu Twenty One Pilots 8 listopada 2019 roku.
Obiekt jest rezultatem partnerstwa publiczno-prywatnego między miastem Fort Worth, hrabstwem Tarrant, stanem Teksas a grupą uczestników sektora prywatnego, w tym fundacji, osób prywatnych i organizacji. Arena została zaprojektowana przez laureata Nagrody Driehausa z 2015 roku, Davida M. Schwarza, i jest własnością Fort Worth, zarządzaną przez organizację non-profit Multipurpose Arena Fort Worth (MAFW).
Arena organizuje koncerty, wydarzenia sportowe oraz rozrywkę dla całej rodziny, a także pełni rolę siedziby Professional Rodeo Cowboys Association's Fort Worth Stock Show Rodeo i Xtreme Bulls od 2020 roku. Dodatkowo, w latach 2022 i 2023 arena była gospodarzem obu weekendów finałów Professional Bull Riders World Finals. FFort Worth Stock Show oraz inne wydarzenia jeździeckie odbywają się w sąsiednim Will Rogers Memorial Center.

## Nazwa
18 kwietnia 2017 roku podczas ceremonii wmurowania kamienia węgielnego „Let The Dirt Fly”, MAFW i Dickies ogłosili niespodziewane partnerstwo, które uczyniło Dickies partnerem o prawach do nadawania nazwy obiektowi. Firma Dickies, mająca siedzibę w Fort Worth, jest światowym liderem w produkcji odzieży roboczej wysokiej jakości.